# Tapinopa hentzi
Tapinopa hentzi är en spindelart som beskrevs av Willis J. Gertsch 1951. Tapinopa hentzi ingår i släktet Tapinopa och familjen täckvävarspindlar. Inga underarter finns listade i Catalogue of Life.